# Kyrylo Natjažko
Kyrylo Vasil'ovyč Natjažko (in ucraino Кирило Васильович Натяжко?; Dnipropetrovs'k, 30 novembre 1990) è un cestista ucraino, anche noto con la traslitterazione Kyryl Natyazhko.

## Carriera
Ha firmato un contratto di due anni al Azovmash Mariupol' con opzione per il terzo, dopo aver militato per tre stagioni con gli Arizona Wildcats nel suo anno da junior.
Ha disputato i FIBA EuroBasket Under 20 in Croazia nel 2010.
Con l'Ucraina ha disputato i Campionati europei del 2013 e i Campionati mondiali del 2014.

## Palmarès
- Campionato ucraino: 1

Dnipro: 2019-20